# Chris Esquerre
Chris Esquerre est un humoriste, animateur de radio et acteur français né le 21 mars 1975 à Rouen. Il commence sa carrière médiatique à la radio en 2002, notamment à France Bleu et à RFI, puis effectue des chroniques pour des émissions télévisées les années suivantes. 
Il officie, à partir de 2007, à Canal+, sur divers émissions et joue son premier spectacle en 2010 au Festival d'Avignon. Il participe à plusieurs émissions de radio et/ou de télévision entre 2010 et 2017. Il remplace notamment Nagui tous les jours sur France Inter à partir de midi pour animer la dernière demi-heure de l'émission La Bande originale en 2014. Il présente aussi un nouveau spectacle et fait une apparition au cinéma dans un film d'Arnaud Viard. 

## Biographie

### Formation
Il grandit à Saint-Pierre-de-Manneville puis à Lille. Il obtient une licence d'économie en Angleterre en 1995. Il étudie par la suite à l'École supérieure de commerce de Rouen.
En 1998, il part à Paris pour travailler chez Andersen Consulting. De 1999 à 2002, il travaille chez Humour consulting group. 

### Débuts médiatiques (2002-2007)
Il commence sa carrière artistique à la radio, travaillant successivement pour France Bleu, RFI, puis Radio Nova. Il œuvre ensuite pour la première fois à la télévision sur la chaîne France 2 dans l'émission de Thierry Ardisson, Tout le monde en parle, puis se fait connaître sur M6 par ses chroniques pour le programme de télé-réalité Les Colocataires en 2004, puis au Morning Café avec la séquence Le Zapping de Chris.
En 2005 et 2006, il tourne une série de publicités décalées pour Eurostar, The Keys of Success et Rebondir dans le Business, dans lesquelles il incarne une parodie de consultant.

### Révélation sur Canal+ et débuts sur scène (2007-2010)
Il travaille à partir de septembre 2007 pour le groupe Canal+. Il a ainsi annoncé les programmes sur la chaîne Canal+ Décalé  et intervient en tant que chroniqueur pour l'émission L'Édition spéciale dans laquelle il présente en plateau La revue de presse des journaux que personne ne lit.
À partir de la rentrée 2008, il ne se limite plus à cette seule chronique comme l'affirment plusieurs médias mais diversifie ses interventions en proposant régulièrement un bilan de la semaine, une revue de presse et des dissertations humoristiques en tout genre.
Parallèlement à ses activités pour les médias, il a tourné une série de dix sketches publicitaires d'environ une minute pour une marque de GPS vocal diffusée sur le site de partage Dailymotion et prépare un one-man-show qui reprend en partie ses travaux précédents.
Durant la saison 2009-2010, il anime la séquence Télé Oléron dans l'émission Pop Com le dimanche en clair sur Canal+, où il interprète un journaliste d'une chaîne régionale en parodiant de célèbres émissions (comme Turbo, Les Infiltrés ou 100 % Mag).
Il donne son premier spectacle en juillet 2010 au Festival d'Avignon. Son humour peut se définir comme pince-sans-rire et décalé.

### Passage sur France Inter et confirmation sur scène (depuis 2010)
À partir de septembre 2010, il participe à l'émission de Bruce Toussaint Tout le monde il est beau, tout le monde il est gentil, diffusée sur Canal+ le dimanche midi, ainsi qu'au magazine d'Alessandra Sublet Je hais les dimanches programmée sur France Inter tous les dimanches.
En juillet 2011, il joue son one-man-show au Théâtre Le Lucernaire, à Paris. Il le prolonge ensuite au Point Virgule, jusqu'au 30 juin 2012.
Il reprendra ce seul-en-scène en octobre 2012 dans la nouvelle salle du Point Virgule, à Montparnasse.
À partir de septembre 2012, il participe à l'émission On va tous y passer présentée par Frédéric Lopez sur France Inter.
Chris Esquerre revient également sur Canal+ en 2012, à l'occasion du renouvellement du Grand Journal ; dans l'émission, il intervient chaque semaine, le vendredi, pour dresser un « bilan » hebdomadaire.
En décembre 2013, il écrit une websérie humoristique sponsorisée par la marque de produits électriques Legrand : Le Grand Changement. En janvier 2014, il est « muté », selon son expression, au théâtre des Bouffes-Parisiens. En mars 2014, il lance un site parodique de vente en ligne : The Shop.
À la rentrée 2014, il remplace Nagui tous les jours sur France Inter à partir de midi pour animer la dernière demi-heure de l'émission La Bande Originale. On le retrouve également dans sa mini-série humoristique Importantissime, les coulisses de l'émission, diffusée tous les samedis midi sur Canal+.
Le DVD de son premier spectacle, capté aux théâtre des Bouffes-Parisiens, sort en décembre 2014.
Il fait sa première apparition au cinéma dans Arnaud fait son deuxième film, d'Arnaud Viard, dans lequel il interprète un coach sexuel (sortie le 8 avril 2015).
Chris Esquerre fait une intervention remarquée lors de l'édition 2015 de la conférence TEDx Paris.
Il joue son deuxième seul-en-scène (Sur rendez-vous) au Théâtre du Rond-Point, à Paris, en décembre 2016, et le reprend ensuite au Théâtre de la Madeleine, avant de le jouer en tournée.
En 2018, Canal+ Décalé diffuse une troisième saison de sa série Importantissime, composée de six nouveaux épisodes de 15 minutes.
De septembre 2018 à juin 2020, l'humoriste fait une chronique dans la matinale de France Inter un jeudi sur deux.